# Analytical Biochemistry
Analytical Biochemistry (abrégé en Anal. Biochem.) est une revue scientifique à comité de lecture. Ce bimensuel publie des articles de recherches originales concernant les méthodes analytiques dans les domaines de la biochimie et de la biologie.
D'après le Journal Citation Reports, le facteur d'impact de ce journal était de 2,219 en 2014. Actuellement, le directeur de publication est William Jakoby.